# Samnye-eup
Samnye-eup (koreanska: 삼례읍) är en köping i Sydkorea. Den ligger i kommunen Wanju-gun i provinsen Norra Jeolla, i den centrala delen av landet, 180 km söder om huvudstaden Seoul.